# 19190 Morihiroshi
19190 Morihiroshi (1992 AM1) là một tiểu hành tinh vành đai chính được phát hiện ngày 10 tháng 1 năm 1992 bởi T. Hioki và S. Hayakawa ở Okutama.